# Call of Duty: Black Ops – Zombies
『Call of Duty: Black Ops – Zombies』（こーる おぶ でゅーてぃ ぶらっく おぷす ぞんびーず）は、2011年に発売されたコール オブ デューティシリーズのゾンビモードのスピンオフ作品で『Call of Duty: World at War – Zombies』の続編。Ideaworks Gameスタジオが開発し、アクティビジョンが2011年12月1日に一部の地域限定でiOS、Androidプラットフォーム向けに発売した。

## 概観
本作はコール オブ デューティシリーズの5作目『Call of Duty: World at War』の人気モードの続編である。本作では４人までの協力プレイができ、新機能としてボイスチャットが追加された。リリースされた最初のマップは「Kino Der Toten」だった。「Dead Ops Arcade」も50レベルで両プラットフォームに完全に実装されている。プレイヤーはコンシューマー版の4人のキャラクター（タンク・デンプシー、ニコライ・ベリンスキー、マサキ・タケオ、エドワード・リヒトーフェン博士）の1人でプレイできる他、「Dead Ops Arcade」の4人のランダムなキャラクターの1人またはチュートリアルの「ルーキー」兵士も選択できる。 アクティビジョンは、近い将来更なるマップパックを無償でリリースすると述べ、間もなく追加予定のマップとしてAscensionがリストに入っていたが、その後コール オブ ザデッドの名前も一時的に表示されていた。後に両方のマップが公開された。
Kino Der Totenは、一部が変更されていることを除けばコンシューマー・PC版と非常に似ている。全てのドア、パーク、武器は、コンシューマー・PC版と同量のポイントを消費する。